# Dennis Rijnbeek
Dennis Martinus Hendrikus Rijnbeek (Haarlem, 7 augustus 1972) nam als zwemmer deel aan twee Olympische Spelen: in 1996 (Atlanta) en in 2000 (Sydney). Bij dat laatste toernooi nam hij in de series te vroeg over (één honderdste van een seconde), waardoor de kansrijke Nederlandse estafetteploeg op de 4x100 meter vrije slag voortijdig werd uitgeschakeld. Die fout werd Rijnbeek zwaar aangerekend door zijn collega's, onder wie Mark Veens en Johan Kenkhuis.
Vier jaar eerder in Atlanta had Rijnbeek al genoegen moeten nemen met een rol als reserve in de aflossingsploeg op de 4x100 vrij. Een jaar later ontbrak het hem bij de Europese kampioenschappen langebaan (50 meter) in Sevilla aan de juiste vorm, waarna de drievoudig winterkampioen (kortebaan) voorgoed uit beeld dreigde te raken. Maar in Istanboel hielp hij de estafetteploeg twee jaar later bij de EK aan een finaleplaats, waarna de zwemmer van DWK zijn plaats in de eindstrijd moest afstaan aan de onbetwiste kopman van de Nederlandse zwemploeg, Pieter van den Hoogenband.
Medio 2001 besloot Rijnbeek zijn zwemcarrière te beëindigen, hoewel hij sindsdien nog een paar keer te water ging voor zijn oude club Rapido'82 uit Haarlem voor een competitiewedstrijd en/of de Nederlandse kampioenschappen sprint. Rijnbeek maakte sinds de Olympische Spelen van Sydney bijna vier jaar deel uit van de atletencommissie van sportkoepel NOC*NSF.